# Arnold Meyer-Faje
Arnold Meyer-Faje (* 25. April 1933 als Arnold Meyer in Königsberg, Ostpreußen) ist ein deutscher Wirtschaftswissenschaftler und Hochschullehrer.

## Leben
Meyer-Faje wurde in Königsberg geboren, gelangte auf der Flucht nach Bayern und machte dort sein Abitur. Nachdem er begonnen hatte, Wirtschaftswissenschaften an der Ludwig-Maximilians-Universität München zu studieren, wechselte er an die Universität Hamburg und promovierte dort anschließend.
Er lehrte von 1972 bis 1982 Betriebspsychologie und Betriebspädagogik an der Hochschule für Sozialpädagogik und Sozialökonomie Bremen und anschließend von 1982 bis 1998 managementorientierte Betriebswirtschaftslehre mit den Schwerpunkten Organisation und Führung an der Hochschule Bremerhaven.
Neben zahlreichen Beiträgen zur Organisations- und Führungsforschung hat er sich seit Jahrzehnten in der Wirtschaftsethik und der Adam-Smith-Forschung engagiert und zu ordnungspolitischen Fragestellungen geäußert.
Meyer-Faje ist verheiratet und hat drei Kinder.